# Гай Фабий (претор)
Гай Фа́бий (лат. Gaius Fabius; умер, предположительно, в 49 году до н. э.) — римский военачальник и политический деятель из патрицианского рода Фабиев, претор 58 года до н. э., легат в армии Гая Юлия Цезаря. Одержал ряд побед во время Галльской войны и в начале гражданской войны 40-х годов до н. э.

## Биография
Гай Фабий принадлежал к древнему патрицианскому роду. Нумизматические источники называют преномен его отца — Марк. Это мог быть Марк Фабий Адриан, легат в армии Луция Лициния Лукулла во время Третьей Митридатовой войны (в таком случае Гай тоже носил этот когномен), либо Марк Фабий, известный как один из обвинителей Марка Фонтея в 69 году до н. э.
Судя по надписям на кистофорах, отчеканенных в Эфесе, Апамее и Траллах, Гай Фабий был в 57/56 году до н. э. наместником провинции Азия; соответственно, к 58 году до н. э. должна относиться его претура. В Азии Фабий был преемником Тита Ампия Бальба.
Начиная по крайней мере с 54 года до н. э., Гай Фабий был легатом в армии Гая Юлия Цезаря, воевавшего в Галлии. Известно, что в конце 53 года до н. э. он во главе легиона расположился на зимовку в землях моринов, но позже присоединился к Цезарю, который шёл на помощь осаждённому в лагере Квинту Туллию Цицерону. В 53 году до н. э. Фабий участвовал в походе на менапиев; в 52 году, в отсутствие Цезаря, во главе двух легионов отразил вражескую атаку на лагерь, а потом участвовал в боях с Верцингеторигом под Алезией. В конце 52 года он расположился с двумя легионами на зимние квартиры в землях ремов.
В 51 году до н. э. Фабий с 25 когортами покорил несколько племён «в самой отдалённой части Галлии», потом покорил племя карнутов и подчинил Риму всю Арморику. Совместно с Гаем Канинием Ребилом он осадил хорошо укреплённый город Укселлодун, который удалось взять только после прибытия самого Цезаря. В 50 году до н. э. Фабий командовал уже четырьмя легионами в землях эдуев.
В начале 49 года до н. э., когда началась гражданская война между Цезарем и Гнеем Помпеем Великим, в Риме распространились слухи, что Гай Фабий перешёл на сторону Помпея. Молва ошиблась: Фабий остался легатом Цезаря и сыграл важную роль в начавшейся кампании. Во главе трёх легионов, расквартированных у Нарбонны, он занял пиренейские перевалы, подготовив таким образом разгром Луция Афрания и Марка Петрея в Испании. Во время боёв у Илерды Фабий отбил у врага два моста через реку Сикорис, имевшие большое тактическое значение. После этого он не упоминается в источниках; по-видимому, Фабий умер уже в 49 году до н. э.